# Ластовиння

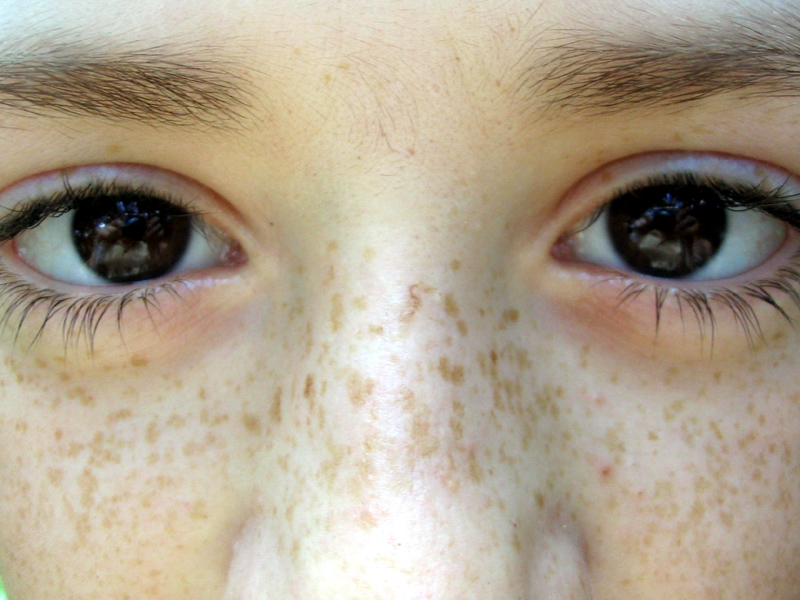
Ластовинки

Ластови́ння, ластови́нки, весня́нки — генетичні особливості пігментації шкіри, що успадковуються за автосомно-домінантним типом. Зумовлюється відкладенням у шкірі особливого фарбника — меланіну. Однак, на відміну від родимок і великих пігментних плям, ластовинки не містять збільшеної кількості клітин, що виробляють меланін (меланоцитів).
Ластовиння найчастіше трапляється в білявих та рудоволосих чоловіків і жінок і здатне різко проявлятись у весняно-літній період. 
Проявляється ластовиння в основному на обличчі, рідше — шия, руки, груди, плечі. Буває округлої або овальної форми від світло-жовтого до темно-коричневого кольору. З'являється у віці старше 4-5 років на відкритих місцях шкірного покриву. З віком відзначається тенденція до його зменшення або повного зникнення. 
Веснянки — своєрідний щит, який охороняє людину від шкідливого випромінювання. Під впливом сонячних променів кількість веснянок збільшується. Проте на їхню появу впливає не тільки сонячне випромінювання.